# Институт экономических исследований
Институт экономических исследований (нем. Institut für Wirtschaftsforschung) — экономическое научно-исследовательское учреждение в Германии.
Основан в Мюнхене в январе 1949 г. В 1993 г. открылось отделение института в Дрездене. В 1997 г. Институт и Центр экономических исследований основали исследовательскую группу CESifo. С 2002 г. институт стал структурным подразделением Мюнхенского университета.
Основные направления исследований: анализ экономических циклов и финансовых рынков; социальная политика и рынки труда; человеческие ресурсы и структурные изменения; анализ отраслей промышленности.

## Президенты
- Карл Вагнер (1949—1955)
- Ханс Лангелютке (1955—1965)
- Карл Мария Хеттлаге (1965—1976)
- Карл Хайнрих Оппенлендер (1976—1999)
- Ханс-Вернер Зинн (1999—2016)
- Клеменс Фюст (с 2016)

## Отделы
- Анализа экономического цикла
- Государственных финансов
- Социальной политики и рынков труда
- Человеческого капитала и инноваций
- Организации промышленности и новых технологий
- Энергетики, окружающей среды и невозобновляемых ресурсов
- Международной торговли
- Международных институциональных сравнений